# 拜罗 (法马利康新镇)
拜罗是葡萄牙布拉加区的一个堂区。总面积3.7平方公里，总人口3803人，人口密度1027.8人/平方公里。